# Platanthera convallariifolia
Platanthera convallariifolia là một loài thực vật có hoa trong họ Lan. Loài này được (Fisch. ex Lindl.) Lindl. miêu tả khoa học đầu tiên năm 1835.